# Apoptygma Berzerk
Apoptygma Berzerk – norweska grupa rockowa. Osiągnęła umiarkowany sukces komercyjny, głównie dzięki charakterystycznej mieszance mrocznego, ale jednocześnie tanecznego synth pop. Zespół wygrał kilka nagród, kilkukrotnie również znalazł się w pierwszej dziesiątce na listach najlepiej sprzedających się singli zarówno w Niemczech, jak i w krajach skandynawskich. Apoptygma Berzerk (w skrócie APB lub Apop) dawała koncerty w Europie, Ameryce Północnej i Izraelu, grając z takimi zespołami jak VNV Nation i Icon of Coil.
Wszystkie teksty piosenek zespołu są w języku angielskim.
Sama nazwa „Apoptygma Berzerk” ma ukryte znaczenie, lub też nie znaczy kompletnie nic - członkowie zespołu w różnych wywiadach podawali różne wersje. Wokalista Stephan Groth mówi, że „apoptygma” jest słowem wybranym na „chybił-trafił” ze słownika. Słowo to pochodzi ze starożytnego języka greckiego i oznacza fałdę na damskim ubraniu. Z fonetycznego punktu widzenia poprawna wymowa nakazuje „y” w tym słowie traktować jako długie „u”, jednak przeważnie pierwszy człon nazwy grupy wymawia się „apoptigma”.
Zespół został stworzony przez Stephana Grotha i Jona Erika Martinsena w 1986 roku. Nagrali oni kilka taśm demo. Jon Erik opuścił grupę po niewielkim upływie czasu, będąc niezadowolonym z kierunku, w którym zmierzała muzyka zespołu.

## Dyskografia
- The 2nd Manifesto (1992, EP)
- Soli Deo Gloria (1993)
- 7 (1996)
- Mourn (1997, EP)
- The Apopcalyptic Manifesto (1998)
- APBL98 (1999, live)
- Welcome to Earth (2000)
- APBL2000 (2001, live)
- Harmonizer (2002)
- Singles Collection (2003)
- Unicorn (2004, EP)
- Harmonizer (2004, DVD)
- You and Me Against the World (2005)
- Sonic Diary (2006)
- Rocket Science (Styczeń 2009)
- Imagine There's No Lennon (Październik 2010, CD + DVD live)
- Exit Popularity Contest (CD, 7 października 2016)
- SDGXXV (2019)
- Nein Danke! (2020)[2]